# Пантнагар
Пантнагар (англ. Pantnagar, хинди पंतनगर) — город в индийском штате Уттаракханд в округе Удхам-Сингх-Нагар. Расположен на границе Уттаракханда с Уттар-Прадеш, у подножия горной цепи Сивалик. Средняя высота над уровнем моря — 244 метра. По данным всеиндийской переписи 2001 года, в Пантнагаре проживало 35 820 человек.
В 1960 году в Пантнагаре открылся первый сельскохозяйственный университет в Индии — Сельскохозяйственный университет Уттар-Прадеш. В Пантнагаре также находится один из заводов индийской компании Tata Motors.